# 利維茨河
52°36′04″N 21°33′30″E / 52.60111°N 21.55833°E

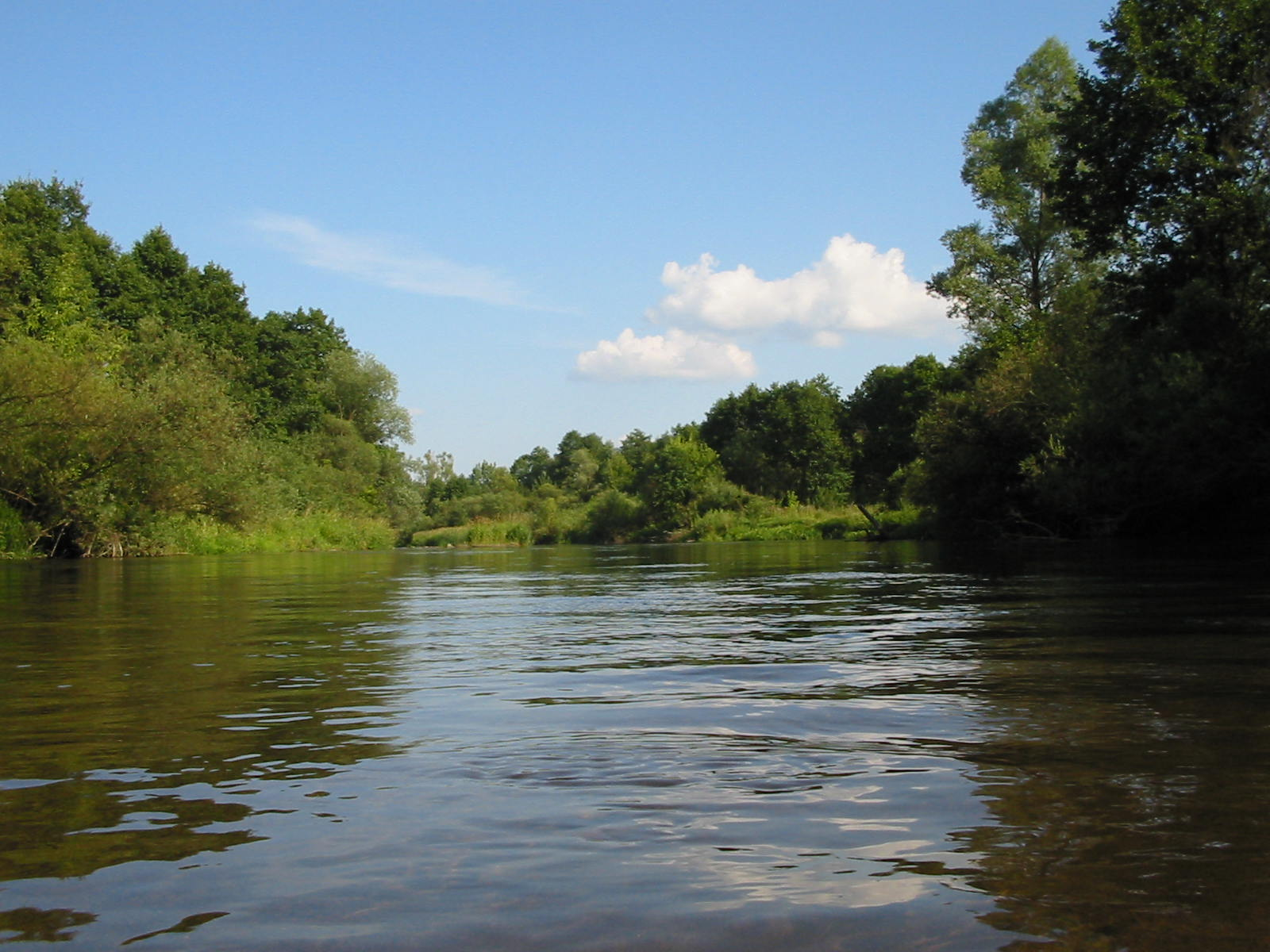

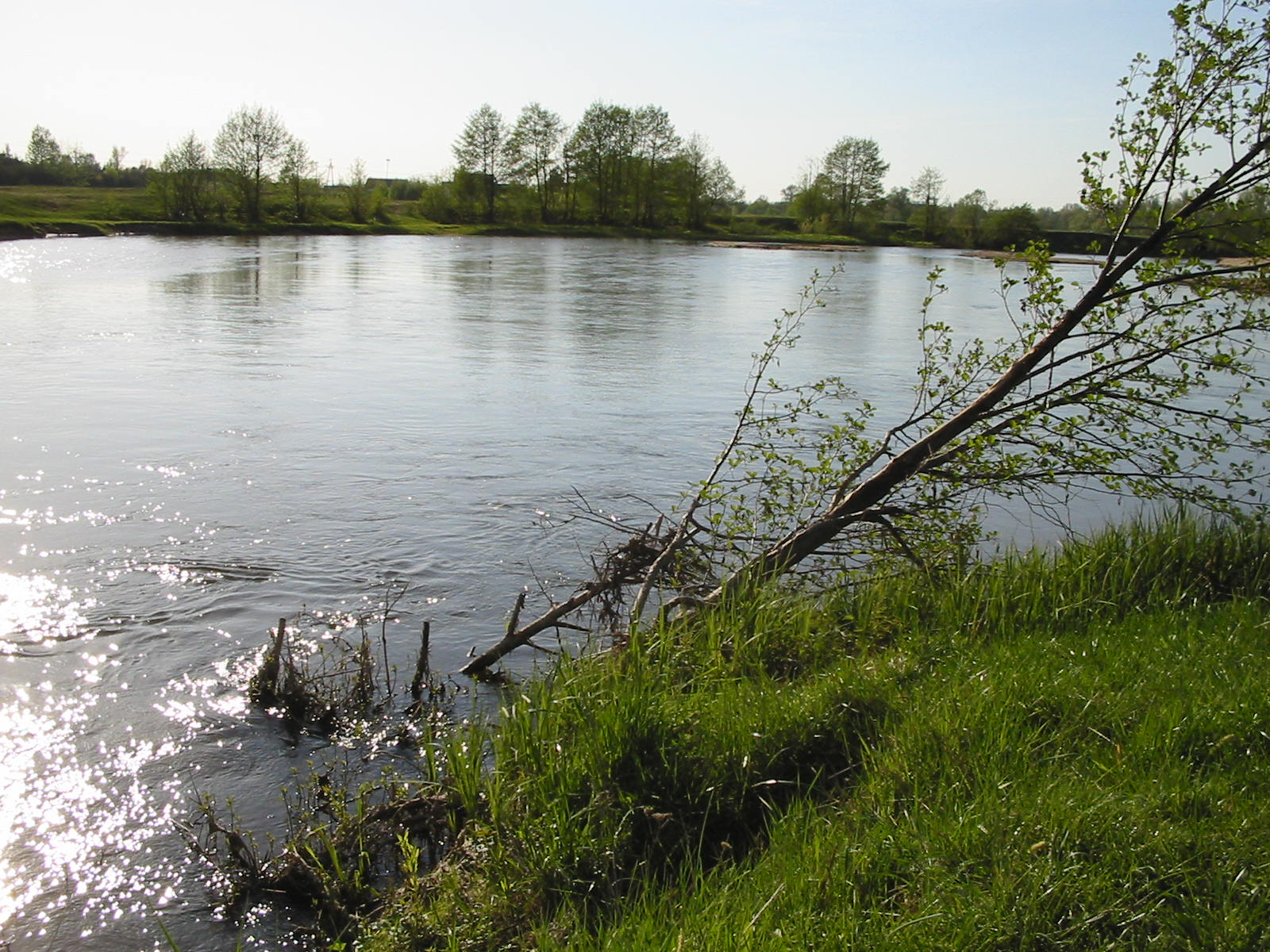

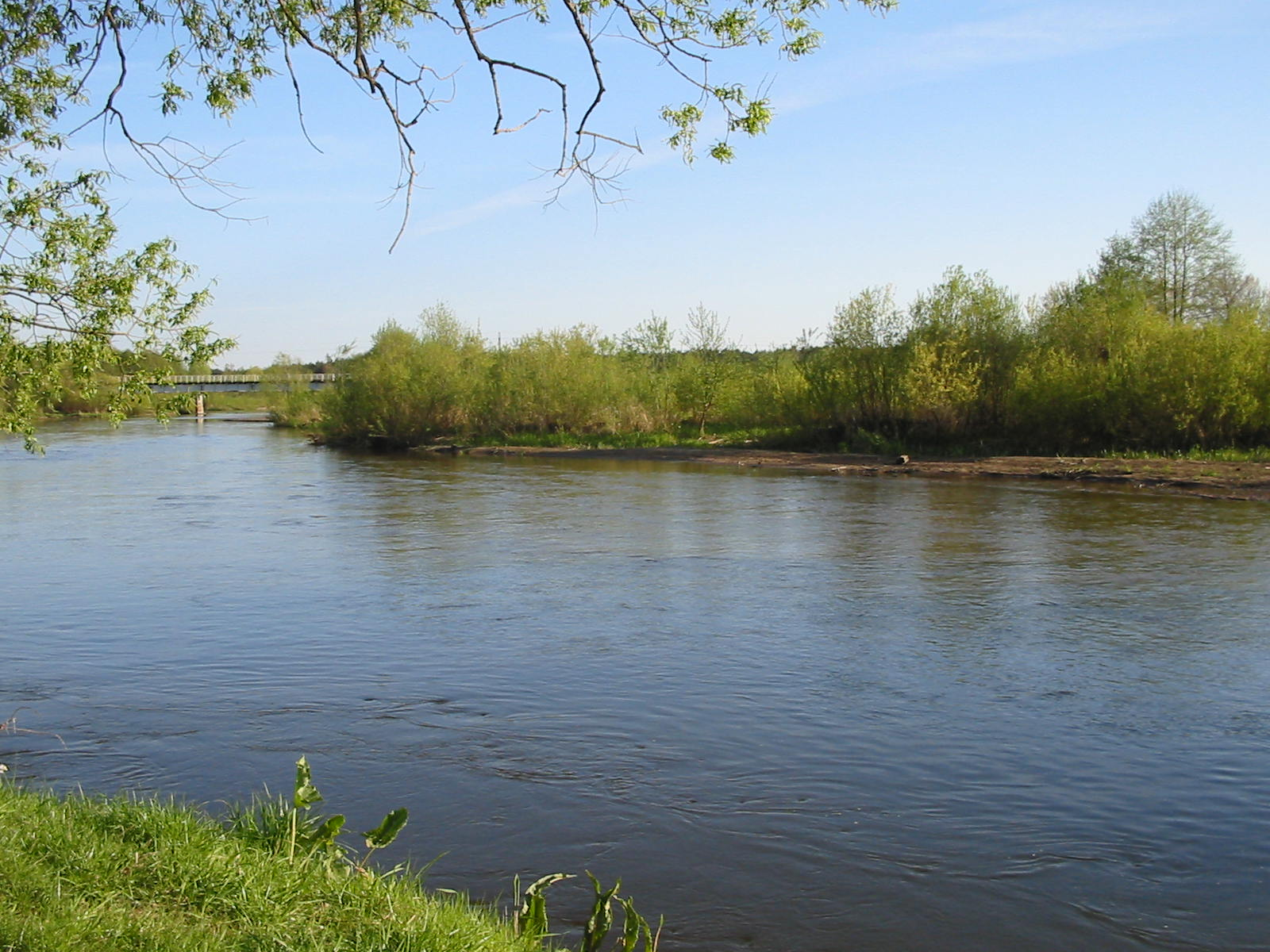

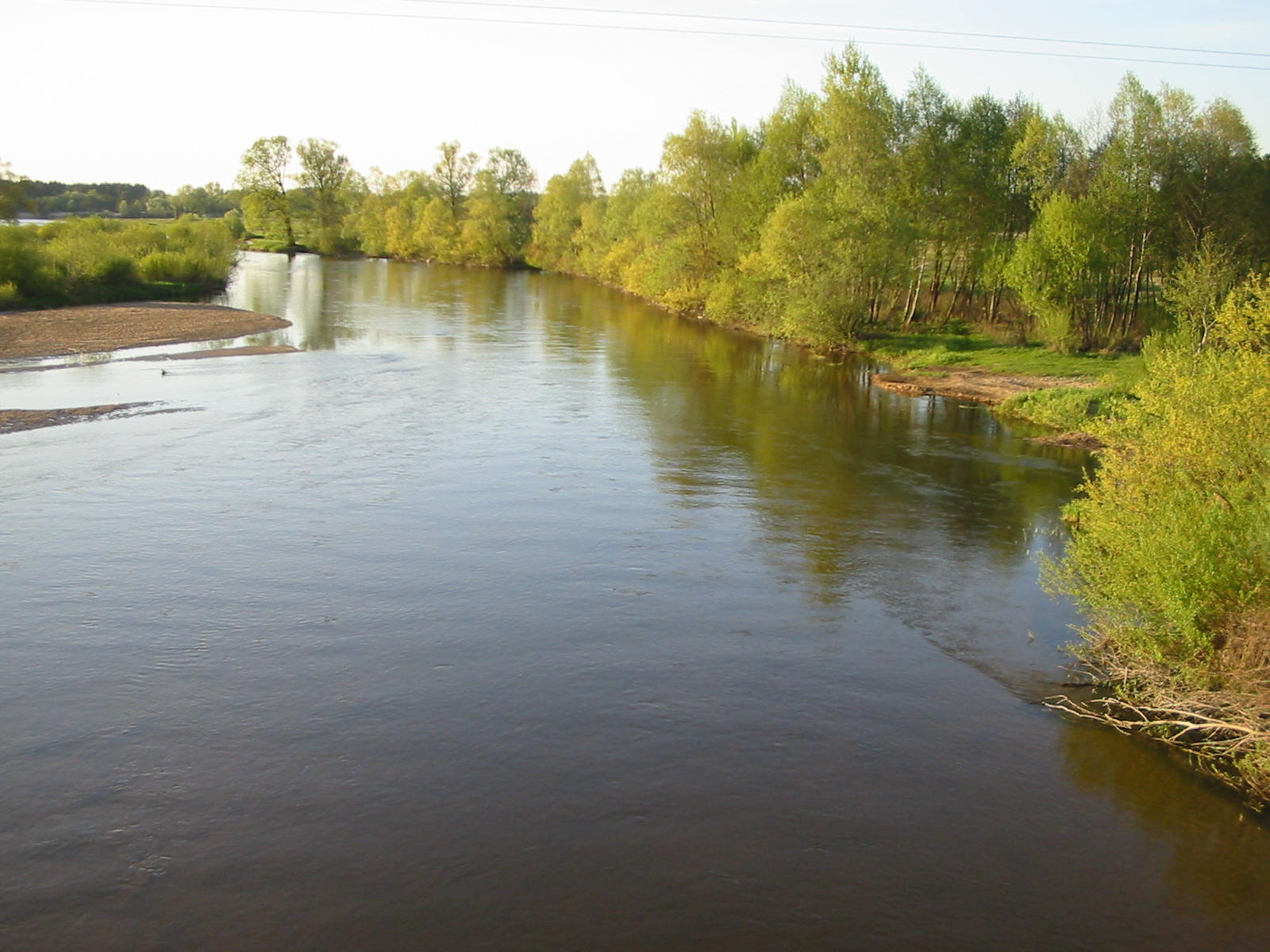

利維茨河是波蘭的河流，位於該國中部，流經馬佐夫舍省和波德拉謝省，屬於西布格河的支流，河道全長142公里，流域面積2,780平方公里。